# Rathaus Aš

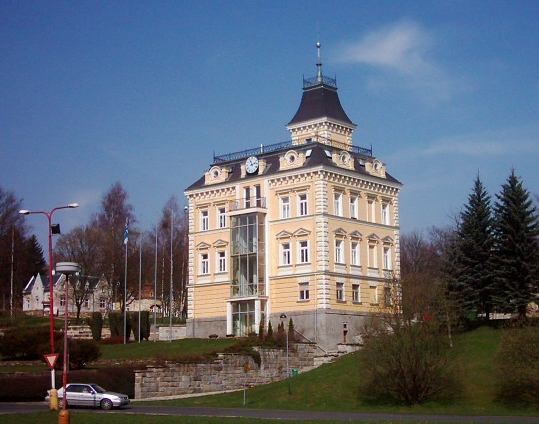
Rathaus in Aš

Das Rathaus in Aš (deutsch Asch), einer Stadt im Bezirk Eger in der Karlsbader Region, wurde nach 1814 errichtet und 1885 erweitert. Das Rathaus am Marktplatz ist ein geschütztes Kulturdenkmal.

## Geschichte
Das erste bekannte Ascher Rathaus fiel dem Brand von 1696 zum Opfer. Dafür wurde als Notbehelf ein einfacher Bau errichtet. Im Jahre 1733 wurde nach Plänen des Egerer Baumeisters Pfefferle ein neues Rathaus gebaut.
Nach dem Stadtbrand von 1814 musste wiederum ein neues Rathaus erstellt werden. Dieses glich dem Vorgängerbau. Im Jahr 1885 wurde es vergrößert, indem ein zweites Stockwerk aufgesetzt wurde. Die Dachform und der Turm wurden ebenfalls verändert.